# Bamir Topi
Bamir Myrteza Topi (født 24. april 1957) er en albansk politiker, der var Albaniens præsident fra 2007 til 2012.
Topi er uddannet som landbrugsbiolog og har været landbrugsminister; han har været fremtrædende i Albaniens Demokratiske Parti (PD). Han blev valgt til Albaniens præsident den 21. juli 2007 og tiltrådte 24. juli 2007. Han efterfulgte Alfred Moisiu. Den 24. juli 2012 blev han efterfulgt af Bujar Nishani. I september 2012 blev han partileder for det nye parti Fryma e Re Demokratike (FRD).